# Jörg Lesczenski
Jörg Lesczenski (* 1966 in Gelsenkirchen) ist ein deutscher Historiker. Seit 2006 lehrt er am  Lehrstuhl für Wirtschafts- und Sozialgeschichte der Johann Wolfgang Goethe-Universität Frankfurt am Main.

## Leben
Nach dem Abitur am Schalker Gymnasium in Gelsenkirchen studierte Lesczenski Geschichte, Politikwissenschaft und Soziologie an der Ruhr-Universität Bochum. Neben dem Studium war er bis 2006 freier Mitarbeiter diverser Lokalzeitungen. Von 1999 bis 2003 war Lesczenski an der Ruhr-Universität Bochum als wissenschaftlicher Mitarbeiter am Lehrstuhl für Wirtschafts- und Sozialgeschichte tätig. Zudem arbeitete er am Zentrum für interdisziplinäre Ruhrgebietsforschung.
2004 leitete er das Projekt „Widerstand in Bottrop in der NS-Zeit“ am Stadtarchiv Bottrop, bei dem er anschließend tätig war. Lesczenski promovierte danach 2006 in Frankfurt am Main über den Unternehmer August Thyssen. Seit 2006 ist Lesczenski als Mitarbeiter am Lehrstuhl für Wirtschafts- und Sozialgeschichte an der Johann Wolfgang Goethe-Universität Frankfurt am Main beschäftigt.

## Veröffentlichungen (Auswahl)
- „Ab heute scheide ich von euch für immer“. Widerstand und Resistenz in Bottrop 1933–1945. Kulturamt Bottrop 2005.
- 100 Prozent Messer. Die Rückkehr des Familienunternehmens. 1898 bis heute. Piper, München 2007, ISBN 978-3-492-05085-2.
- Lebenswelt eines Wirtschaftsbürgers. August Thyssen 1842–1926. Klartext Verlag, Essen 2008, ISBN 978-3-89861-920-2.